# Asahi Yada
Asahi Yada (矢田 旭 Yada Asahi?), född 2 april 1991 i Mie prefektur, är en japansk fotbollsspelare.
Yada började sin karriär 2014 i Nagoya Grampus. Han spelade 69 ligamatcher för klubben. 2017 flyttade han till JEF United Chiba.